# Fernando Peralt Montagut
Fernando Peral Montagut (Barcelona, 28 de enero de 1937 - Valencia, 30 de abril de 2017) fue un historiador español, pionero en el estudio del deporte, especialmente el fútbol, en tierras valencianas. Dedicó libros al Valencia CF, Levante UD, Hércules CF, Villarreal CF, Onda, Gandia, Ontinyent y Buñol. Destaca la obra Historia del futbol valenciano, dónde repasa la trayectoria de los equipos que participaron en categoría nacional. En el momento de su fallecimiento, el Valencia CF le rindió homenaje y el equipo jugó un partido liguero con brazalete negro.